# Седин, Александр Фёдорович
Алекса́ндр Фёдорович Се́дин (род. 21 марта 1947, Чита) — российский государственный деятель, глава администрации г. Читы (1996—2000).

## Биография
Родился в Чите. Окончил в 1972 Иркутский политехнический институт, 1993 Российскую академию управления. Старший преподаватель, председатель профкома, секретарь парткома ЧитПИ (1975—1989). Секретарь Центрального райкома КПСС (1989—1990). С 1990 председатель Центрального районного Совета народных депутатов Читы, с 1992 глава администрации Центрального района Читы, с 1995 заместитель главы администрации Читы. Мэр Читы (1996—2000). В 2001—2004 заместитель начальника ФГУП «Забайкальские железные дороги».